# Árabe egipcio
El árabe egipcio o masrí es una variedad del idioma árabe usado en Egipto, y que tiene influencias de otros idiomas cercanos, como el egipcio copto. La constitución egipcia reconoce el árabe egipcio como el idioma oficial de Egipto, el cual es hablado por casi la totalidad de sus más de 100 000 000 de habitantes.

## Características
Todos los dialectos árabes coloquiales normalmente solo son transmitidos oralmente, sin dejar nada escrito. La gran vitalidad de esta lengua hace que sea una de las que más escritos posee, especialmente de poesía y teatro. Gracias a los medios audiovisuales modernos, el árabe egipcio es la variedad de árabe más conocida del mundo islámico, ya que es comprendido, en gran medida, en los países pertenecientes al mundo árabe oriental (Máshreq en árabe) y, aunque posee diferencias con otros dialectos del Magreb, también es generalmente comprendido.
La gramática del egipcio, como la de todos los dialectos árabes coloquiales, está simplificada en comparación con el árabe clásico. Como ejemplo, la mayoría de las vocales de unión se omiten, y las formas nominales y verbales del dual se sustituyen con frecuencia por el plural. En fonología, cinco consonantes cambian su pronunciación en el egipcio: la dhal suena como dal, zha como dad, yim como la g de gato, qaf como la hamza (ʔ), y tha como ta (véase alfabeto árabe).

## Historia
El árabe egipcio tiene sus orígenes en la zona del delta del Nilo y en el Bajo Egipto, alrededor de El Cairo. Desciende del árabe hablado que fue llevado a Egipto por los conquistadores musulmanes durante el siglo VII, y su desarrollo histórico se ha visto muy influenciado por el idioma copto del Egipto preislámico y posteriormente por otras lenguas como el turco/turco otomano, italiano, francés e inglés.